# 권업신문
《권업신문》(勸業新聞)은 1912년부터 1914년까지 러시아 제국 블라디보스토크 신한촌에서 발행된 한글 신문이다.

## 역사
신채호(申采浩), 김하구(金河球) 등에 의하여 권업회(勸業會)의 기관지로 창간되었으며, 주필은 신채호, 번역은 한동권(韓東權)이 맡았다.
항일 민족언론으로 활동하던 중, 1914년 9월에 일제의 압력에 의하여 러시아 정부로부터 발행금지를 당하였다.